# Істр (футбольний клуб)
Істр (фр. Football Club Istres Ouest Provence) — французький футбольний клуб з однойменного міста. Клуб виступає у французькому Насьйональ 3 (5-й рівень), домашні матчі проводить на стадіоні Стад Парсемен, що здатний вмістити понад 17 тисяч вболівальників.

## Історія
ФК «Істр» був заснований Едуаром Гізонньє у 1920 році під назвою SS Istréenne. 1969 року відбулося об'єднання SS Istréenne у спортивний клуб «Істр Спорт» (фр. Istres Sports). Новий клуб зберіг фіолетово-чорні кольори та форму свого попередника. У 1977 році новим президентом клубу став молодий підприємець Мішель Ав'є. Тоді ж новим головним тренером команди став колишній югославський воротар Георге Корач. Протягом ери Ав'є-Корача «Істр» зумів подолати шлях від регіональних французьких ліг до Ліги 2, де зумів закріпитися.
1997 року новим президентом «Істра» став Бертран Бенуа. За підсумками сезону 2004—2005 клуб вперше у своїй історії здобув право грати у найвищому дивізіоні — Лізі 1. Вагомий внесок в успіх зробив боснійський тренер Мехмед Баждаревич. Клуб зробив спробу підсилення, запросивши досвідчених гравців на кшталт Брагіма Тіама, Жака Ремі та Ксав'є Гравелена. Однак перший захід до еліти вийшов невдалим, і вже за рік, посівши останнє місце, «Істр» вилетів назад до Ліги 2. Додатковим випробуванням стала невідповідність рідного стадіону команди стандартам Ліги, через що домашні матчі сезону провансальці проводили в іншому місці. Баждаревич залишив клуб протягом сезону, а його місце зайняв тандем Жана-Луї Гассе і Ксав'є Гравелена.
Подальше падіння результатів призвело до того, що провансальці не зуміли втриматися навіть на рівні Ліги 2 і 2007 року знову опустилися до Національного чемпіонату. Це сталося вже після чергової заміни на тренерському містку. Але, незважаючи на різке погіршення, клуб ставить собі амбітну ціль повернутися до елітного дивізіону у найближчі п'ять років. Для цього, із метою залучення додаткового фінансування, «Істр» проводить лістинг на біржі. 19 червня 2007 року новим власником стає Бернар Кальвіньяк.
Завершивши перший чемпіонат на дванадцятому місці, за два роки клуб повертається до Ліги 2 під керівництвом колишнього наставника збірної Того Анрі Стамбулі. 26 лютого 2010 року, після більш ніж десятирічного періоду управління, Бенуа залишив посаду президента. Його замінив Франсіс Колладо (фр. Francis Collado). Наприкінці року Стамбулі змінив Хосе Паскулетті. Це допомогло уникнути вильоту, після чого впродовж кількох наступних років «Істр» займав місця у середині таблиці.
Після невдалого сезону 2013—2014 клуб не зумів втриматись у Лізі 2, програвши «Діжону» 2-4 і вилетівши до Національного чемпіонату. Новим головним тренер став ексчемпіон світу 1998 року Ліонель Шарбоньє. Під керівнцтвом Шарбоньє клуб виступив відверто невдало, вилетівши за підсумками сезону 2014—2015 з Національного чемпіонату, що означало, поміж іншого, втрату професіонального статусу.
12 липня 2015 року «Істр» був заявлений до участі у регіональній лізі DHR 4. 12 березня 2016 року відбулося перейменування «Істра» у Футбольний клуб «Істр». Наступного сезону 2016—2017 «Істр» показав досить успішний виступ у Кубку Франції, де зумів пройти клуб Ліги 2 «Нім Олімпік».
Сезон 2018—2019 років клуб провів у чемпіонаті Насьйональ 3, п'ятому рівні французького футболу. «Істр» посів восьме місце, залишившись на тому самому рівні іще на рік.

## Суперництво
Головними суперниками «Істра» є сусідні клуби «Мартіг» і «Арль». Матчі з останнім носять назву Дербі Прованса.

## Досягнення
- Ліга 3:
  -  Чемпіон (1): 2009
- Чемпіонат дивізіону (Ліга 4)
  -  Чемпіон (1): 1984

## Відомі гравці
- Брагім Тіам
- Коссі Агасса
- Олів'є Жиру
- Набі Кейта
- Крістоф Дюмолен[fr] — рекордсен за кількістю ігор[3]
- Руді Ріу
- Ніколя де Превіль
- Нассім Акрур — рекордсмен за кількістю голів